# Karl Koske
Karl Koske (27 de junio de 1889 - 8 de abril de 1945) fue un general alemán durante la II Guerra Mundial. Fue condecorado con la Cruz de Caballero de la Cruz de Hierro de la Alemania Nazi. Koske fue herido en un ataque aéreo y murió en un hospital de Viena el 8 de abril de 1945.

## Condecoraciones
- Cruz de Caballero de la Cruz de Hierro el 15 de marzo de 1944 como Generalmajor y comandante de la 212. Infanterie-Division[1]